# Stephen Baxter
Stephen Baxter, född 13 november 1957 i Liverpool, är en brittisk science fiction-författare. Baxter har en examen i matematik från Cambridge och en ingenjörsexamen från Southampton.
1995 skrev han The Time Ships, en auktoriserad uppföljare till H. G. Wells Tidmaskinen (en: The Time Machine).
Baxter har vunnit ett flertal science fiction-priser, bland andra Philip K Dick Award, John W. Campbellpriset för bästa roman, British Science Fiction Association Award, det tyska Kurd Lasswitz-priset och det japanska Seiun-priset.